# Lavertezzo
Lavertezzo er en kommune i distriktet Locarno i kantonen Ticino i Schweiz. Den har en befolkning på 1.302 i 2018.

## Demografi
| År   | Indbyggertal |
| ---- | ------------ |
| 1596 | c. 400       |
| 1636 | 460          |
| 1850 | 464          |
| 1900 | 685          |
| 1950 | 358          |
| 2000 | 1.098        |

46°10′32″N 8°53′46″Ø / 46.1755°N 8.89611°Ø